# ۲۱ اردیبهشت
۲۱ اردیبهشت پنجاه و دومین روز سال در گاه‌شماری خورشیدی است. به پایان سال ۳۱۳ روز (۳۱۴ روز در سال کبیسه) باقی‌است.

## رویدادها
- ۱۳۹۲ - زمین‌لرزه ۱۳۹۲ گوهران
- ۱۳۹۹ - سانحه شناور پشتیبان کنارک

## زادروزها
- ۱۲۷۶ - غلامرضا روحانی، شاعر طنزپرداز
- ۱۲۹۵ - فرنگیس یگانگی، بنیان‌گذار سازمان صنایع دستی ایران و دبیر شورای عالی زنان ایران
- ۱۳۲۰ - حمید عاملی، گوینده رادیو و قصه‌گو
- ۱۳۳۱ - شهره آغداشلو، بازیگر
- ۱۳۴۰ - امید روحانی، پزشک، منتقد فیلم و بازیگر
- ۱۳۵۸ - محمد طلوعی، نویسنده
- ۱۳۶۲ - صمد نیکخواه بهرامی، بازیکن بسکتبال
- ۱۳۶۶ - نیما شعبان نژاد، بازیگر
- ۱۳۷۱ - بهرام رشیدی فرخی، بازیکن فوتبال
- ۱۳۷۵ - سجاد رضایی، از کشته‌شدگان اعتراضات آبان ۱۳۹۸ ایران
- ۱۳۷۶ - حسین ساکی، بازیکن فوتبال
- ۱۳۷۷ - محمد پاپی، بازیکن فوتبال

## درگذشتگان
- ۱۲۹۸ - ابراهیم حشمت، یکی از رهبران جنبش جنگل
- ۱۳۷۵ - غزاله علیزاده، داستان‌نویس، پس از مدتی که با سرطان دست و پنجه نرم می‌کرد خودکشی کرد
- ۱۳۹۲ - محمود مرتضایی‌فر، بنیان‌گذار تکبیر بعد از انقلاب ۱۳۵۷
- ۱۳۹۴ - محمدعلی سپانلو، شاعر و مترجم (زاده ۱۳۱۹)
- ۱۳۹۵ - محمد ناظری، فرمانده و بنیانگذار تیپ نیروهای ویژه تکاوری اباعبدالله
- ۱۴۰۰ - مسعود ولدبیگی، چهره پرداز و بازیگر (زاده ۱۳۱۴)
- ۱۴۰۰ - علی راهجیری، خوشنویس نستعلیق (زاده ۱۳۱۷)
- ۱۴۰۲ - حسین زمان، خواننده